# Куласекарапаттинам (космодром)
Космодром Куласекарапаттинам, Стартовый комплекс SSLV (бенг. কুলাশেখরপত্তনম মহাকাশ বন্দর, англ. SSLV Launch Complex) — второй космодром Индийской организации космических исследований (ISRO), расположенный в Куласекарапаттинаме, прибрежной деревне в районе города Тутикорин штата Тамилнад, Индия. Объект строится на площади более 2350 акров. По состоянию на июль 2022 года приобретение земли было завершено.

## Местоположение
Индийская организация космических исследований (ISRO) с 1971 года использует Космический центр имени Сатиша Дхавана в Шрихарикоте в качестве своей основной стартовой площадки. Его расположение в Бенгальском заливе обеспечивает хороший азимутальный коридор запуска и обеспечивает безопасность ракет, запускаемых над океаном. Однако коридор запуска неэффективен для ракет меньшего размера, несущих полезные грузы на полярную орбиту (вращающуюся вокруг Земли над полюсами), поскольку островное государство Шри-Ланка находится непосредственно к югу от Шрихарикоты. Чтобы избежать риска пролёта над другой страной, полезная нагрузка на полярные орбиты запускается на восток и следует по изогнутой траектории на юг, чтобы избежать территории Шри-Ланки. Этот манёвр известен как манёвр Dogleg.
Он использует значительное количество топлива для ракет меньшего размера. Небольшие ракеты, такие как SSLV, специально разработаны для эффективного запуска небольших полезных нагрузок. Дополнительный расход топлива на криволинейной траектории снижает стоимость ракеты и эффективность полезной нагрузки. Чтобы избежать этой проблемы, ISRO разрабатывает космодром Куласекарапаттинам для вывода полезных грузов на полярные орбиты. Учитывая его расположение, запуски из Куласекарапаттинама могут быть запущены прямо на юг над Индийским океаном, не пересекая сушу на тысячи миль.

## История
23 февраля 2024 года стало известно, что премьер-министр Индии Нарендра Моди 28 февраля заложит первый камень в фундамент строительства нового объекта, который расположится на площади 2233 акра в деревнях Падуккапату, Паллакуричи и Матхаванкуричи в талуках Куласекарапаттинам и Сатанкулам района Тутикорин. Правительство штата под руководством М. К. Сталина завершило приобретение земли для амбициозного проекта, стоимость которого составит 950 крор рупий. Он будет активно использоваться к 2026 году. Первый камень в фундамент был заложен около 9:45 28 февраля. На церемонии присутствовали Шри Соманат С., председатель ISRO и секретарь Министерства космоса (DoS), доктор Паван Кумар Гоенка, председатель IN-SPACe, и другие высокопоставленные должностные лица.

## Полёты
ISRO запустила зондирующую ракету Рохини (RH-200) с недавно созданного стартового комплекса в 13:40 по индийскому стандартному времени 28 февраля. Космический центр имени Викрама Сарабхая предоставил ракету и метеорологическую полезную нагрузку, а Космический центр имени Сатиша Дхавана возглавил реализацию и установку стартовых средств, включая радары и пусковые установки. и электронные системы. Это ознаменовало первый полёт ракеты Рохини с космодрома, а также первый запуск на космодроме.

## Преимущества космодрома
Этот космодром предоставит стартовые площадки и вспомогательные средства для миссий ISRO, выводящих полезные грузы на полярные орбиты.